# Liste öffentlicher Bücherschränke im Schwarzwald-Baar-Kreis
In der Liste öffentlicher Bücherschränke im Schwarzwald-Baar-Kreis sind öffentliche Bücherschränke für Orte, die zum Schwarzwald-Baar-Kreis in Baden-Württemberg gehören, aufgeführt. Sie ist primär nach Orten sortiert, unabhängig davon, ob es sich um Ortsteile, Gemeinden oder Städte handelt. Der Artikel ist Teil der übergeordneten Liste öffentlicher Bücherschränke in Baden-Württemberg. Ein öffentlicher Bücherschrank ist ein Schrank oder schrankähnlicher Aufbewahrungsort mit Büchern, der dazu dient, Bücher kostenlos, anonym und ohne jegliche Formalitäten zum Tausch oder zur Mitnahme anzubieten. Die Liste erhebt keinen Anspruch auf Vollständigkeit.

## Öffentliche Bücherschränke im Schwarzwald-Baar-Kreis
Derzeit sind im Schwarzwald-Baar-Kreis neun öffentliche Bücherschränke erfasst (Stand: 13. Oktober 2020):
| Bild                   | Ausführung            | Ort                        | Seit | Anmerkung                                           | Geokoordinaten                     |
| ---------------------- | --------------------- | -------------------------- | ---- | --------------------------------------------------- | ---------------------------------- |
|                        | Bücherregal           | Bad Dürrheim               |      |                                                     | ⊙ Huberstraße                      |
| Bücherbaum in Blumberg | Bücherregal           | Blumberg                   |      | Bücherbaum Blumberg                                 | ⊙ Hauptstraße 73                   |
|                        | Bücherregal           | Brigachtal                 |      |                                                     | ⊙ St.-Gallus-Straße 4              |
|                        | Bücherregal           | Dauchingen                 |      | Bücherregal Bushaltestelle                          | ⊙ Vordere Straße 1                 |
|                        | Baumstamm mit Fächern | Hüfingen                   | 2010 | Regale in Hüfingen, Bushaltestelle                  | ⊙ Hauptstraße 26                   |
|                        | Bücherregal           | Königsfeld – Burgberg      |      | Bushaltestelle                                      | ⊙ Talstraße 2 / Weilerstraße       |
|                        | Bücherregal           | Niedereschach              |      | zwei Bücherbäume                                    | ⊙ Mühlenweg 2/4                    |
|                        | Bücherregal           | Obereschach                |      | Öffentliches Bücherregal Obereschach                | ⊙ Johanniterweg 2                  |
|                        | Bücherzelle           | Schwenningen               |      | Bücherschrank in alter Telefonzelle am Vorderen See | Rottweiler Straße / Ecke Seestraße |
|                        | Bücherschrank         | St. Georgen im Schwarzwald |      | Bücherschrank im Obergeschoss von Edeka Haas        | ⊙ Schulstraße 6                    |
|                        | Bücherregal           | Villingen                  |      | Bücher-Pavillon Villingen, Lions Club               | ⊙ Obere Straße 1                   |

## Statistik
Für einen Vergleich zu den anderen Land- und Stadtkreisen Baden-Württembergs sowie zum Landesdurchschnitt siehe die Statistik öffentlicher Bücherschränke in Baden-Württemberg.